# Аутизм
Аути́зм (также известный как инфанти́льный аути́зм (англ. infantile autism), де́тский аути́зм (childhood autism), ра́нний инфанти́льный/де́тский аути́зм (early infantile/childhood autism), синдро́м Ка́ннера или аути́зм Ка́ннера (Kanner's autism), в DSM-IV — аутисти́ческое расстро́йство (autistic disorder)) — расстройство, возникающее вследствие нарушения развития головного мозга и характеризующееся выраженным и всесторонним дефицитом социального взаимодействия и общения, а также ограниченными интересами и повторяющимися действиями. Все указанные признаки начинают проявляться в возрасте до трёх лет. Схожие состояния, при которых отмечаются более мягкие признаки и симптомы, относят к расстройствам аутистического спектра.
Причины аутизма тесно связаны с генами, влияющими на созревание синаптических связей в головном мозге, однако генетика заболевания сложна, и в настоящий момент неясно, что больше влияет на возникновение расстройств аутистического спектра: взаимодействие множества генов либо редко возникающие мутации. В редких случаях обнаруживается устойчивая ассоциация болезни с воздействием веществ, вызывающих врождённые дефекты. Распространены не имеющие никаких оснований гипотезы, связывающие аутизм с вакцинацией детей. По данным из США, в 2011—2012 годах аутизм и расстройства аутистического спектра официально диагностированы у 2 % школьников, что намного больше по сравнению с 1,2 % в 2007 году. Число людей, у которых обнаружен аутизм, резко выросло с 1980-х годов, отчасти из-за изменившихся подходов к диагностике; пока неясно, повысилась ли реальная распространённость расстройства.
При аутизме отмечены изменения во многих участках мозга, но как именно они развиваются — неясно. Обычно родители замечают признаки расстройства в течение первых двух лет жизни ребёнка. Несмотря на то, что при раннем поведенческом и когнитивном вмешательстве ребёнку можно помочь в обретении навыков самопомощи, социальных взаимодействий и общения, в настоящий момент неизвестны методы, способные полностью излечить от аутизма. Немногим детям удаётся перейти к самостоятельной жизни по достижении совершеннолетия, однако некоторые добиваются успеха. Более того, возникла своеобразная культура аутичных людей, ряд представителей которой занимается поисками лекарства, другие же считают, что аутизм — скорее «особое», альтернативное состояние, чем болезнь.
Классифицирующийся как заболевание нервной системы, аутизм проявляется прежде всего в задержке развития и нежелании идти на контакт с окружающими. Это состояние чаще всего формируется у детей в возрасте до трёх лет. Симптомы этого заболевания не всегда проявляются физиологически, но наблюдение за поведением и реакциями ребёнка позволяет распознать это нарушение, развивающееся примерно у 1—6 детей на тысячу. Причины аутизма не выявлены до конца.

## Характеристика
Аутизм представляет собой нарушение развития нервной системы, для которого свойственны многообразные проявления, отмечаемые впервые в младенческом или детском возрасте, и устойчивое течение расстройства, как правило, без ремиссий. В младенческом возрасте обращают на себя внимание такие симптомы, как искажение реакции на дискомфорт, чрезмерно бурные реакции испуга и плача в ответ на слабые звуковые раздражители и незначительные изменения окружающей среды, но слабые реакции на сильные раздражители; также отмечается ослабление реакции на позу кормления, незначительным является выражение удовольствия после кормления. У детей искажаются реакции «комплекса оживления», характеризующиеся аффективной готовностью к общению со взрослыми. При этом компоненты реакции оживления проявляются при отсутствии взрослого и относятся к неодушевлённым предметам, например к висящей над кроватью игрушке. Симптомы обычно сохраняются и у взрослых, пусть зачастую и в смягчённой форме. Одного симптома недостаточно для определения аутизма, требуется наличие характерной триады:
- недостаток социальных взаимодействий;
- нарушенная взаимная коммуникация;
- ограниченность интересов и повторяющийся репертуар поведения.

Другие аспекты, такие как избирательность в еде, тоже часто встречаются при аутизме, но при диагностике несущественны.
Аутизм является одним из трёх расстройств аутистического спектра (РАС, англ. ASD; см. классификацию). Отдельные симптомы «триады» встречаются в общем населении, причём степень их ассоциации друг с другом невысока и патологические проявления расположены в едином континууме с общими для большинства людей чертами.
Аутизм — состояние, характеризующееся преобладанием замкнутой внутренней жизни, активным отстранением от внешнего мира, бедностью выражения эмоций.

### Социальные нарушения
Нарушения социальных взаимодействий отличают расстройства аутистического спектра от остальных расстройств развития. Человек с аутизмом неспособен к полноценному социальному общению и зачастую не может, подобно обычным людям, интуитивно почувствовать состояние другого человека. Тэмпл Грандин, известная женщина-аутист, описала неспособность вникнуть в социальные взаимодействия нейротипиков, или людей с нормальным нейроразвитием, как ощущения «антрополога на Марсе».
Социальные нарушения становятся заметными в раннем детстве. Младенцы с аутизмом уделяют меньше внимания социальным стимулам, реже улыбаются и смотрят на других людей, реже откликаются на собственное имя. В период обучения ходьбе ребёнок ещё заметнее отклоняется от социальных норм: он редко смотрит в глаза, не предвосхищает изменением позы попытку взять его на руки, а свои желания чаще выражает, манипулируя рукой другого человека. В возрасте от трёх до пяти лет такие дети реже демонстрируют способность к пониманию социальной обстановки, не склонны спонтанно приближаться к другим людям, реагировать на проявление ими эмоций или имитировать чужое поведение, участвовать в невербальном общении, действовать по очереди с другими людьми. В то же время они привязываются к тем, кто непосредственно о них заботится. Уверенность в привязанности у них умеренно снижена, хотя при более высоком интеллектуальном развитии или менее выраженном аутистическом расстройстве этот показатель нормализуется. Более взрослые дети с расстройствами аутистического спектра хуже справляются с задачами на распознавание лиц и эмоций.
Вопреки распространённому убеждению, дети-аутисты отнюдь не предпочитают одиночество — им сложно завязывать и поддерживать дружеские отношения. Согласно исследованиям, чувство одиночества у них связано скорее с низким качеством имеющихся отношений, нежели с небольшим числом друзей.
Несмотря на множество разрозненных сообщений об актах насилия и проявлении агрессивности со стороны лиц с расстройствами аутистического спектра, систематических исследований на эту тему немного. В согласии с имеющимися ограниченными данными аутизм у детей ассоциирован с агрессией, уничтожением имущества и приступами гнева. По данным опроса родителей, проведённого в 2007 году, серьёзные приступы гнева отмечались у двух третей из 67 детей с расстройствами аутистического спектра, а каждый третий проявлял агрессию. По данным того же исследования, приступы гнева чаще возникали у детей, имевших проблемы с освоением языка. В шведском исследовании 2008 года показано, что в когорте лиц старше 15 лет, вышедших из клиники с диагнозом расстройства аутистического спектра, совершение насильственных преступлений ассоциировано с сопутствующими психопатологическими состояниями, такими как психоз.
Уже в первый год жизни могут наблюдаться такие отклонения, как позднее возникновение лепета, необычная жестикуляция, слабая реакция на попытки общения, разнобой при обмене звуками со взрослым. На второй и третий годы жизни дети-аутисты реже и меньше лепечут, в их речи меньше согласных звуков, ниже словарный запас, они реже комбинируют слова, их жесты реже сопровождаются словами. Они реже обращаются с просьбами и делятся своими переживаниями, склонны к эхолалии (повторению чужих слов) и реверсии местоимений (например, в ответ на вопрос: «Как тебя зовут?» ребёнок отвечает: «Тебя зовут Дима», не заменяя слово «тебя» на «меня»). Для овладения функциональной речью, судя по всему, необходимо «совместное внимание». Недостаточное развитие этой способности, как считается, является отличительной чертой младенцев с расстройствами аутистического спектра: так, при попытке указать им рукой на какой-либо объект они смотрят на руку и сами редко указывают на объекты, чтобы поделиться переживанием с другими людьми. Детям-аутистам может быть трудно играть в игры, требующие воображения, и переходить от отдельных слов-обозначений к связному языку.
По данным двух исследований, базовые показатели владения языком, в том числе словарный запас и правописание, у высокофункциональных детей-аутистов 8—15 лет оказались не хуже, чем у контрольной группы, а у взрослых аутистов — даже лучше. В то же время обе возрастные группы аутистов показали сниженные результаты в сложных задачах, требующих использования образного языка, оценивающих способности понимать речь и делать выводы. Поскольку первое впечатление о человеке зачастую составляют по его базовым языковым способностям, исследования позволяют предположить, что люди при общении с аутистами склонны переоценивать степень их понимания.

### Ограниченные и повторяющиеся действия и интересы

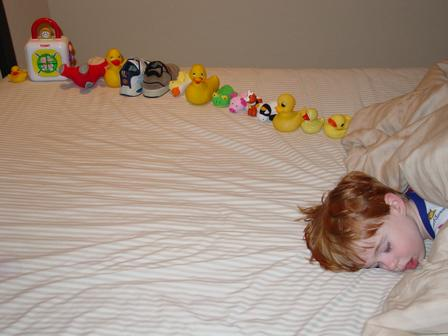
Игрушки, выложенные мальчиком-аутистом в соответствии с последовательностью возрастания

У лиц с аутизмом наблюдается множество форм повторяющегося или ограниченного поведения, которое по шкале Repetitive Behavior Scale-Revised (RBS-R) подразделяется на следующие категории:
- Стереотипия — бесцельные движения (взмахи руками, вращение головы, раскачивание туловища).
- Компульсивное поведение — намеренное соблюдение неких правил, например расположение объектов определённым образом.
- Потребность в однообразии, сопротивление переменам; пример — сопротивление перемещениям мебели, отказ отвлекаться на чужое вмешательство.
- Ритуальное поведение — выполнение повседневных занятий в одном порядке и в то же время, например соблюдение неизменной диеты или ритуала облачения в одежду. Эта черта тесно связана с предыдущей потребностью в однообразии, и в ходе одного независимого исследования по валидации опросника RBS-R было предложено объединить эти два фактора[33].
- Ограниченное поведение — узкосфокусированное, при котором интерес человека или его активность, например, направлены на единственную телепрограмму или игрушку.
- Аутоагрессия — активность, приводящая или способная привести к ранениям самого человека, например укусы самого себя. Исследование 2007 года говорит о том, что около 30 % детей с расстройствами аутистического спектра в течение своей жизни причиняли себе повреждения[25].

Ни одна из разновидностей повторяющегося поведения не является специфичной для аутизма, однако только при аутизме повторяющееся поведение наблюдается часто и носит выраженный характер.

### Другие симптомы
Генерализованная недостаточная обучаемость. Имеется у большинства. В отношении этих детей с самыми тяжёлыми формами аутизма существует закономерность: у 50 % IQ < 50, у 70 % < 70, и почти у 100 % IQ < 100. Несмотря на то, что синдром Аспергера и другие расстройства аутического спектра всё чаще выявляются у детей с нормальным интеллектом (в том числе и выше среднего), эти более лёгкие аутические расстройства тоже часто сопровождаются генерализованной недостаточной обучаемостью.
Припадки. Встречаются примерно у четверти аутичных лиц с генерализованной недостаточной обучаемостью и около 5 % аутичных индивидуумов с нормальным IQ. Припадки часто манифестируют в подростковом возрасте.
Гиперактивность и дефицит концентрации внимания. Нередко явная гиперактивность проявляется при заданиях, навязанных взрослыми (к примеру, школьные занятия), при этом ребёнок может хорошо сосредоточиваться на самостоятельно выбранных задачах (например, выстраивание кубиков в ряд, просмотр одного и того же мультфильма снова и снова). Однако в других случаях аутизма плохая концентрация внимания отмечается при всех занятиях.
Обычны тяжёлые и частые вспышки гнева, которые могут быть вызваны тем, что ребёнок не способен сообщить о своих нуждах, или вмешательством кого-то в его ритуалы и обычный распорядок.
У аутистов могут наблюдаться симптомы, не связанные с диагнозом, но оказывающие значительное влияние на пациента или его семью. От 0,5 % до 10 % лиц с расстройствами аутистического спектра демонстрируют необычные способности, простирающиеся от узких обособленных навыков, вроде запоминания незначительных фактов, до чрезвычайно редких талантов, обнаруживающихся при синдроме саванта. Аутисты являют собой одну из категорий лиц с высокой распространённостью абсолютного слуха, а среди обладающих таким видом слуха и в целом нейротипичных музыкантов многие имеют какие-то аутистичные черты.
Расстройства аутистического спектра часто сопровождаются повышенной способностью к сенсорному восприятию и усиленным вниманием. У детей с аутизмом чаще отмечаются необычные реакции на сенсорные стимулы, однако нет твёрдых доказательств того, что сенсорные симптомы могут быть чертой, отличающей аутизм от других расстройств развития. Более выражены отличия в недостаточной реактивности (например, ребёнок натыкается на предметы), на втором месте стоит избыточная реактивность (например, плач от громких звуков), затем следует стремление к сенсорной стимуляции (к примеру, ритмические движения). В нескольких исследованиях отмечена ассоциация аутизма с проблемами моторики, включая ослабленный тонус мышц, ухудшенное планирование движений и ходьбу на цыпочках; не отмечается ассоциации расстройств аутистического спектра с тяжёлыми двигательными нарушениями.
Среди детей с расстройствами аутистического спектра примерно в двух третях случаев наблюдаются отклонения в пищевом поведении, до такой степени заметные, что раньше этот признак считался диагностическим. Самой распространённой проблемой является избирательность в выборе блюд, однако, кроме этого, могут отмечаться ритуалы и отказ от еды; при этом не отмечается недоедания. Хотя у некоторых детей-аутистов также могут наблюдаться симптомы нарушения работы желудочно-кишечного тракта, в научных публикациях нет уверенных доказательств теории, предполагающей повышенную частоту или особый характер таких проблем у аутистов. Результаты исследований разнятся, и связь проблем пищеварения с расстройствами аутистического спектра остаётся неясной.
Известно, что у детей с нарушениями развития чаще возникают проблемы со сном, и в случае с аутизмом, по некоторым данным, эти проблемы ещё более распространены; детям-аутистам бывает сложнее уснуть, они могут часто просыпаться среди ночи и ранним утром. По результатам исследования, проведённого в 2007 году, около двух третей детей-аутистов в своей жизни испытывали проблемы со сном.
Родители детей-аутистов страдают от повышенного уровня стресса. Братья и сёстры аутистов реже вступают с ними в конфликт и чаще являются для них объектом восхищения, однако во взрослой жизни у них чаще отмечается плохое самочувствие и ухудшенные взаимоотношения с сиблингом-аутистом.

## Синдром раннего детского аутизма
Синдром раннего детского аутизма (сокращённо РДА) — синдром, характерный для аутизма, описанный впервые Лео Каннером в 1943 году.

### Внешние проявления РДА
Аутизм. Ребёнок испытывает трудности при установлении эмоционального контакта с внешним миром. Проблемным становится выражение собственных эмоциональных состояний и понимание других людей. Трудности возникают при установлении зрительного контакта, во взаимодействии с людьми при помощи жестов, мимики, интонаций. Даже с близкими людьми ребёнок испытывает сложности в налаживании эмоциональных связей, но в большей степени аутизм проявляет себя в общении с посторонними.
Стереотипичность в поведении. Ребёнку свойственна поглощённость однообразными действиями: раскачивание, потряхивание и взмахивание руками, прыжки. Один и тот же предмет становится объектом постоянных манипуляций, он его трясёт, постукивает, вертит, крутит и т. д. Очень характерны стереотипные движения с книгой: быстрое и ритмичное перелистывание страниц. Одна и та же тема доминирует в разговоре, во время рисования, в игровых сюжетах. Ребёнок старается избежать каких-либо нововведений в его жизненный порядок и таким образом активно этому сопротивляется.
Характерная задержка и нарушение речевого развития, а именно её коммуникативных функций. Зачастую проявляется в виде мутизма. У ребёнка может быть хорошо развитый словарный запас и способность формулировать собственные мысли, но при этом его речь носит характер «штампованности». Он избегает разговоров, не задаёт вопросов и может не реагировать на вопросы, обращённые к нему. При этом наедине с собой он может комментировать свои действия, увлечённо декламировать стихи. Детям с синдромом раннего детского аутизма свойственны эхолалии, неправильное использование личных местоимений: ребёнок называет себя на «ты», «она», «он».
Раннее проявление вышеперечисленных расстройств (до 2,5 лет).

### Причины и механизмы возникновения РДА
В разное время в решении данной проблемы внимание уделялось различным причинам и механизмам возникновения данного нарушения. Но до сих пор нет чёткого представления о патогенетических механизмах синдрома раннего детского аутизма.
Исходя из положения Л. С. Выготского о первичных и вторичных нарушениях В. В. Лебединский и О. Н. Никольская (1981, 1985) предлагают такой вариант решения вопроса о патогенезе синдрома раннего детского аутизма:
- в качестве первичных расстройств при синдроме раннего детского аутизма рассматриваются повышенная эмоциональная чувствительность и слабость энергетического потенциала, в результате их воздействия на организм возникают вторичные нарушения;
- ко вторичным относят аутизм, как попытку избежать воздействий внешнего мира, стереотипии, сверхценные интересы. Возникает ослабление эмоциональной реакции на близких, вплоть до полного их игнорирования («аффективная блокада»), заторможенная или недостаточная реакция на слуховые и зрительные стимулы.

### Классификация РДА по степени тяжести
Выделяют 4 группы развития синдрома раннего детского аутизма, каждой из которых характерен свой способ отгораживания от внешнего мира:
1. Полная отрешённость от происходящего вокруг, при попытках взаимодействия с ребёнком характерно проявление крайнего дискомфорта. Отсутствие социальной активности, даже близким трудно добиться от ребёнка какой-либо ответной реакции: улыбки, взгляда. Дети данной группы стараются не иметь никаких точек соприкосновения с окружающим миром, они могут игнорировать мокрые пелёнки и даже жизненно важные, витальные потребности — голод. Очень тяжело переносят взгляд глаза в глаза и избегают различных телесных контактов.
2. Активное отвержение окружающей среды. Характеризуется не как отрешённость, а как тщательная избирательность в контактах с внешним миром. Ребёнок общается с ограниченным кругом людей, зачастую это родители, близкие люди. Проявляет повышенную избирательность в еде, одежде. Любое нарушение привычного ритма жизни ведёт к сильной аффективной реакции. Детям данной группы более, чем другим, свойственно испытывать чувство страха, на который они реагируют агрессивно, бывает, что агрессия принимает формы аутоагрессии. Наблюдается большое количество речевых и двигательных стереотипий. Несмотря на всю тяжесть различных проявлений эти дети гораздо более адаптированы для жизни, чем дети, относящиеся к 1-й группе.
3. Захваченность аутистическими интересами. Дети этой группы стараются укрыться от окружающего мира в своих интересах, при этом их занятия проявляются в стереотипичной форме и не носят познавательного характера. Увлечения носят цикличный характер, ребёнок может годами разговаривать на одну и ту же тему, рисовать или воспроизводить один и тот же сюжет в играх. Интересы зачастую носят мрачный, устрашающий, агрессивный характер.
4. Чрезвычайная трудность во взаимодействии с окружающей средой. Наиболее лёгкий вариант проявления аутизма. Основной чертой является повышенная ранимость, уязвимость таких детей. Избегание отношений, если ребёнок чувствует какую-либо преграду. Чувствительность к чужой оценке.

При правильно организованной коррекционной работе возможно продвижение ребёнка по данным стадиям социального взаимодействия и его адаптация к окружающей среде.

## Классификация
Аутизм входит в группу пяти первазивных расстройств развития (англ. pervasive developmental disorders, PDD), для которых характерны обширные отклонения в социальных взаимодействиях и коммуникации, а также узость интересов и явно повторяющееся поведение. Эти симптомы не подразумевают болезненности, хрупкости либо эмоциональных нарушений.
Из пяти первазивных расстройств к аутизму по признакам и возможным причинам ближе всего синдром Аспергера; синдром Ретта и детское дезинтегративное расстройство имеют некоторые общие признаки с аутизмом, однако их причины различны; при несовпадении симптомов с критериями определённого заболевания ставится диагноз «первазивное расстройство развития без дополнительных уточнений» (PDD-NOS). У людей с синдромом Аспергера, в отличие от аутистов, развитие речевых навыков происходит без существенных задержек.
Для атипичного аутизма характерен более поздний возраст начала (от 3 лет), а также невыполнение хотя бы одного из трёх критериев детского аутизма по МКБ-10.
Связанная с аутизмом терминология может сбить с толку, поскольку аутизм, синдром Аспергера и PDD-NOS часто объединяют в понятие «расстройства аутистического спектра», иногда — «аутистические расстройства», а сам аутизм часто именуют аутистическим расстройством либо детским аутизмом. С 2013 года в классификаторе DSM-5 аутизм (аутистическое расстройство), синдром Аспергера, детское дезинтегративное расстройство и PDD-NOS официально объединены в одно расстройство — расстройство аутистического спектра.
В данной статье «аутизм» соответствует классическому аутистическому расстройству, однако в клинической практике выражения «аутизм», «расстройства аутистического спектра» и PDD зачастую используются как взаимозаменяемые. В свою очередь, расстройства аутистического спектра включены в расширенный аутистический фенотип (англ. broader autism phenotype, BAP), описывающий также лиц с аутистичными чертами поведения — например, избегающих зрительного контакта.
Индивидуальные проявления аутизма охватывают широкий спектр: от лиц с тяжёлыми нарушениями — немых и умственно неполноценных, проводящих время в покачивании, непрестанно машуших руками, — до социально активных высокофункциональных аутистов, расстройство которых проявляется в странностях при общении, узости интересов и многословной, педантичной речи. Иногда синдром подразделяют на низко-, средне- и высокофункциональный аутизм, используя для этого шкалу IQ или оценивая уровень поддержки, в котором нуждается человек в повседневной жизни; для этого типирования не выработано стандарта, и вокруг него ведутся споры. Аутизм также можно подразделять на синдромальный и несиндромальный — в первом случае расстройство ассоциировано с тяжёлой или глубокой умственной отсталостью или врождённым синдромом с физическими симптомами, например туберозным склерозом. Хотя в когнитивных тестах у людей с синдромом Аспергера показатели выше, чем у аутистов, реальная степень пересечения этих двух диагнозов с близкими по проявлениям (высокофункциональный аутизм, несиндромальный аутизм) диагнозами неясна.
В некоторых исследованиях сообщается о постановке диагноза «аутизм» не из-за остановки развития, а вследствие утери ребёнком языковых либо социальных навыков, обычно в возрасте между 15 и 30 месяцами. Пока что нет единого мнения относительно этой особенности; возможно, регрессивный аутизм представляет собой специфический подтип расстройства.
Невозможность выделить биологически обоснованные субпопуляции затрудняет исследования причин расстройства. Были высказаны предложения классификации аутизма с использованием как поведения, так и генетики, при этом предполагается отвести название «аутизм 1 типа» для редких случаев, при которых тестирование подтверждает мутацию гена CNTNAP2.

## Причины
На 2018 год в геноме человека известны аллели, которые связаны с проявлениями аутизма, также известны аллели, препятствующие его развитию.
Долгое время считалось, что характерная для аутизма триада симптомов вызывается некоей общей причиной, действующей на генетическом, когнитивном и нейрональном уровнях.
На 2008 год всё большую силу набирает предположение о том, что аутизм, напротив, представляет собой сложное расстройство, ключевые аспекты которого порождаются отдельными причинами, часто действующими одновременно.

Делеции(1), дупликации(2) и инверсии(3) — хромосомные нарушения, которые могут быть связаны с развитием аутизма

В большой степени развитие аутизма связано с генами, однако генетика аутизма сложна, и неясно, что оказывает превалирующее влияние на появление расстройств аутистического спектра — взаимодействие множества генов либо редкие мутации, имеющие сильный эффект. Сложность обусловлена многосторонними взаимодействиями большого количества генов, внешней среды и эпигенетических факторов, которые сами по себе не меняют код ДНК, однако могут наследоваться и модифицировать экспрессию генов.
В ранних близнецовых исследованиях наследуемость аутизма оценивалась более чем в 90 %, при условии проживания детей в одной обстановке и отсутствии иных генетических и медицинских синдромов. Однако большинство мутаций, повышающих риск аутизма, пока остаются неизвестными. Как правило, в случае аутизма не удаётся проследить связь расстройства с менделевской мутацией (затрагивающей единичный ген) либо с единичной хромосомной аберрацией, как при синдроме Ангельмана или Мартина-Белла. Ряд генетических синдромов ассоциирован с расстройствами аутистического спектра, однако ни при одном из них симптомы не укладываются в точности в типичную для таких расстройств картину. Обнаружено множество генов-кандидатов, но эффект каждого из них очень мал.
Причиной появления большого числа аутистов в здоровых семьях могут быть вариации числа копий — спонтанные делеции и дупликации геномных участков при мейозе. Следовательно, значительное количество случаев может быть отнесено на счёт генетических изменений, которые в высокой степени наследуемы, однако притом сами не были унаследованы: это новые мутации, вызвавшие аутизм у ребёнка, но отсутствующие у родителей.
Опыты с заменой генов у мышей позволяют предположить, что симптомы аутизма тесно связаны с поздними этапами развития, на которых важную роль играет синаптическая активность и зависящие от неё изменения, а также то, что замена генов либо модулирование их активности после рождения может смягчить симптомы либо обратить нарушения вспять. Все известные тератогены (вещества, вызывающие врождённые дефекты), связанные с риском аутизма, по имеющимся данным, оказывают своё воздействие в течение первых восьми недель после зачатия. Хотя эти данные не исключают возможности более позднего запуска механизмов аутизма либо влияния на них, они являются сильным свидетельством того, что основы расстройства лежат в самых ранних стадиях развития.
Есть лишь отрывочные данные о других внешних факторах, могущих быть причиной аутизма, и они не подтверждены надёжными источниками, но в этом направлении ведётся активный поиск. Высказывания о возможном вкладе в развитие аутизма или отягощении расстройства делались в отношении многих факторов внешней среды, и некоторые из предполагаемых взаимодействий могут оказаться полезными в качестве объекта исследования. Среди таких факторов — определённые продукты питания, инфекционные заболевания, тяжёлые металлы, растворители, выхлопы дизельных двигателей, ПХД, фталаты и фенолы, используемые в производстве пластиков, пестициды, броминированные огнезащитные материалы, алкоголь, курение, наркотики и пренатальный стресс.
Время проведения стандартной вакцинации ребёнка может совпасть с моментом, когда родители впервые замечают его аутистические симптомы. Беспокойство по поводу роли вакцин привело в некоторых странах к снижению уровня иммунизации населения, что повысило риск вспышек заболеваемости корью. При этом в подавляющем числе научных исследований не найдено связи между MMR-вакциной и аутизмом, а также убедительных научных доказательств воздействия тиомерсала, добавляемого в вакцины, на риск развития аутизма.
Некоторые исследователи связывают возникновение аутизма с нарушением работы (гиперактивностью) иммунной системы больного.

## Механизм
Симптомы аутизма возникают вследствие изменений в различных системах мозга, происходящих во время его развития. Несмотря на обширные исследования, до полного понимания этого процесса ещё далеко. В описании механизма расстройства можно выделить две области: патофизиология структур и процессов мозга, ассоциированных с аутизмом, и нейрофизиологические связи структур с поведенческими реакциями. Изменённое поведение может обуславливаться многими патофизиологическими факторами.

### Патофизиология

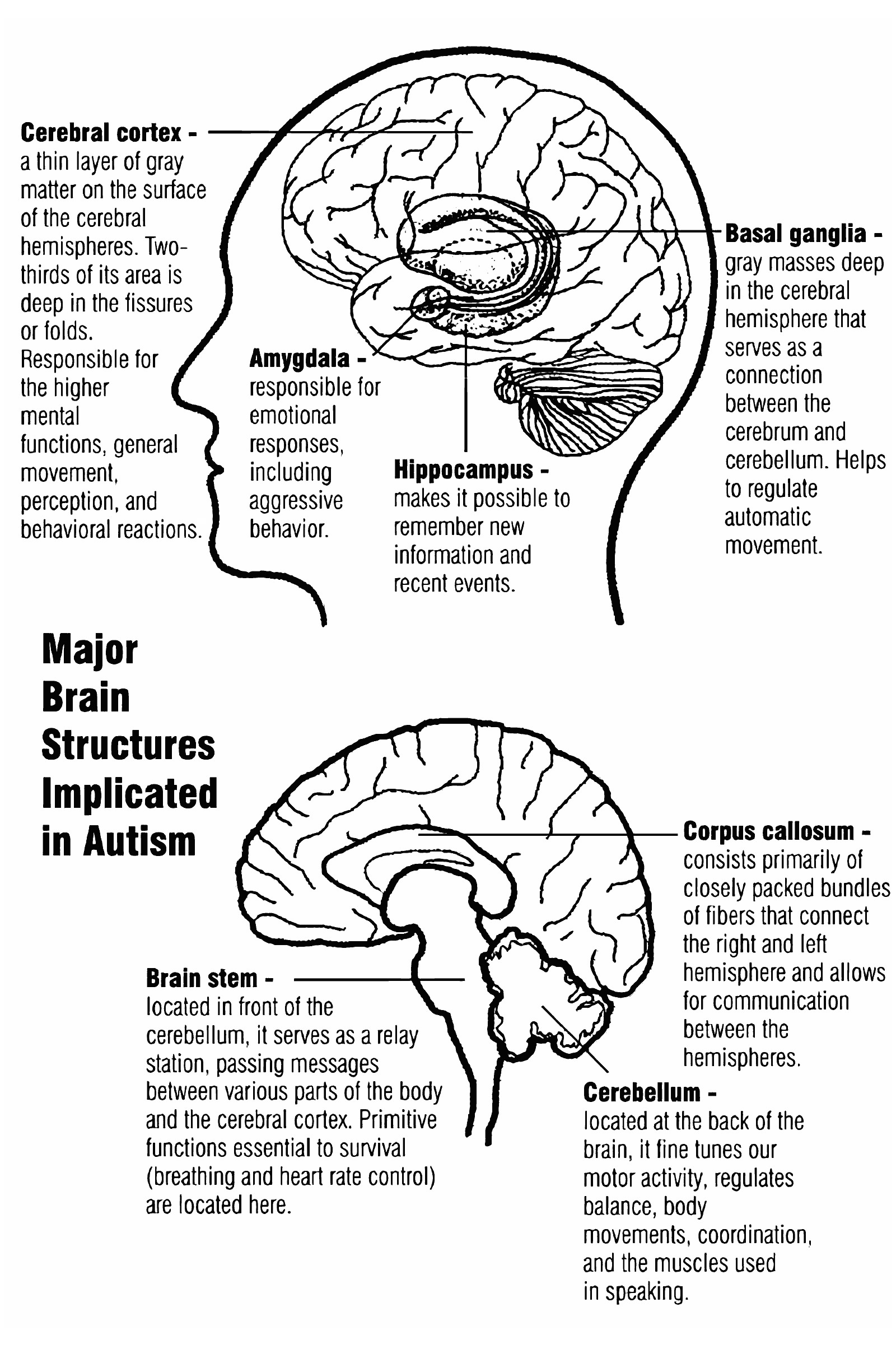
Аутизм затрагивает многие части мозга

В отличие от многих других расстройств работы мозга, например болезни Паркинсона, аутизм не имеет чёткого единого механизма как на молекулярном, так и на клеточном и системном уровнях; неизвестно, что объединено под названием аутизм — несколько расстройств, при которых влияние мутаций сходится на небольшом количестве общих молекулярных цепочек, либо (как нарушения интеллекта) большая группа расстройств с сильно различающимися механизмами. Судя по всему, аутизм является результатом влияния множества факторов, действующих на стадии развития и затрагивающих многие либо все функциональные системы мозга, нарушающих в большей мере сам временной процесс развития мозга, нежели конечный результат этого процесса.
Нейроанатомические исследования и ассоциация с тератогенами заставляет предположить, что частью механизма является нарушение развития мозга вскоре после зачатия. Затем, судя по всему, локализованная аномалия приводит к каскаду патологических взаимодействий, подверженных значительному влиянию факторов внешней среды.
Накоплены сообщения об отклонениях во многих важных структурах мозга, однако почти все посмертные исследования проводились на лицах с умственной отсталостью, что не позволяет делать уверенные выводы. Мозг у детей-аутистов в среднем весит больше обычного и занимает больший объём, также повышена длина окружности головы. Клеточные и молекулярные причины происходящего на ранней стадии патологически избыточного роста неизвестны, неясно также, вызывает ли этот избыточный рост нервных систем характерные признаки аутизма. В существующих гипотезах, в частности, предполагается:
- Избыток нейронов, ведущий к избытку локальных связей в ключевых участках мозга.[73]
- Нарушение нейромиграции на ранней стадии развития.[74][75]
- Разбалансировка возбудительно-тормозных нейросетей.[75]
- Нарушение формирования синапсов и дендритных шипиков,[75] например при взаимодействии с регуляторной системой клеточной адгезии (нейрексины-нейролигины)[76] или из-за сбоя в регулировке синтеза синаптических белков.[77] Нарушенное синаптическое развитие может также играть роль при эпилепсии, что, возможно, объясняет пересечение двух расстройств.[78]

Взаимодействия нервной и иммунной систем начинаются на ранней эмбриональной стадии, и успешное развитие нервной системы зависит от сбалансированной иммунной реакции. У детей-аутистов иногда наблюдаются некоторые симптомы, которые можно объяснить слабой регулировкой иммунной реакции. Возможно, отклоняющаяся от нормы иммунная активность в критических периодах нейроразвития является частью механизма при некоторых формах расстройств аутистического спектра. Но поскольку наличие аутоантител не ассоциировано с патологией, притом аутоантитела обнаруживаются не только при расстройствах аутистического спектра и не всегда присутствуют при таких расстройствах, взаимосвязь иммунных нарушений с аутизмом остается неясной и спорной.
При аутизме отмечается ряд нейротрансмиттерных отклонений, среди которых выделяется повышенный уровень серотонина. Неясно, ведут ли эти отклонения к каким-либо структурным или поведенческим изменениям. Часть данных говорит о повышении уровня нескольких гормонов роста; в других работах отмечается снижение их уровня. Некоторые врождённые отклонения метаболизма, обнаруживаемые при аутизме, вероятно, охватывают менее 5 % всех случаев расстройства.
Согласно одной из теорий, нарушенная работа системы зеркальных нейронов (СЗН) искажает процессы имитации и вызывает характерную для аутизма социальную дисфункцию и коммуникативные проблемы. Система зеркальных нейронов активируется при выполнении животным какого-либо действия, а также при наблюдении за тем, как выполняет это действие другое животное. Вероятно, отчасти благодаря СЗН человек способен понимать других людей, моделируя их поведение в воплощённой симуляции (англ. embodied simulation) их действий, намерений и эмоций. Несколько работ, посвящённых проверке этой гипотезы, продемонстрировали структурные отклонения в СЗН-областях у лиц с расстройствами аутистического спектра, задержку активации базовой имитационной нейросети у людей с синдромом Аспергера и корреляцию сниженной активности СЗН с тяжестью синдрома при расстройствах аутистического спектра у детей. Однако у лиц с аутизмом нарушена активация многих других сетей, помимо СЗН, и «СЗН-теория» не объясняет, почему дети-аутисты адекватно выполняют целенаправленные либо объекто-направленные имитационные задания.
При анализе работы мозга лиц с расстройствами аутистического спектра паттерны сниженной и аберрантной активации различаются в зависимости от того, какую задачу выполняет испытуемый — социальную или не-социальную. Существуют свидетельства того, что при аутизме нарушена функциональная связность сети пассивного режима работы мозга (англ. default network), обширной системы взаимодействующих участков головного мозга, активной в состоянии, когда человек не занят выполнением какой-либо задачи, связанной с внешним миром, а, напротив, бездействует, отдыхает, грезит наяву или погружён в себя. В то же время сохранена связность сети оперативного решения задач (англ. task-positive network), играющей роль в поддержании внимания и целенаправленном мышлении. Отсутствие негативной корреляции в активации двух сетей у аутистов предполагает наличие дисбаланса в переключении между ними, что может свидетельствовать о нарушениях самореферентного мышления. При нейровизуальном исследовании работы поясной коры, проведенном в 2008 году, у лиц с расстройствами аутистического спектра был обнаружен специфический паттерн активации этой части мозга.

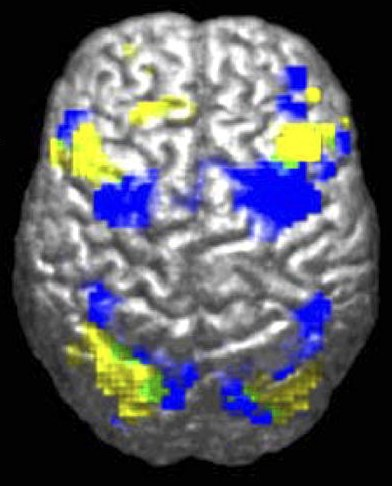
Активация разных областей мозга при выполнении двигательных задач участниками контрольной группы (син.) и аутистами (жёлт.) Иллюстрация из статьи Powell et al., 2004. В этой и ряде других работ для исследования аутизма используется технология фМРТ.

Согласно теории недостатка связности, при аутизме может быть снижена функциональность высокоуровневых нейрональных связей и синхронизации при избытке низкоуровневых процессов. В пользу теории говорят данные фМРТ-исследований и результаты одного исследования волновой активности, позволяющего предположить избыток локальных связей в коре и ослабленную функциональную связность лобной доли с другими областями коры. В других работах предполагается, что недостаток связности преобладает внутри полушарий и аутизм представляет собой расстройство ассоциативной коры.
Запись вызванных потенциалов, связанных с событиями (ССВП, англ. event-related potential, EVP), позволяет изучить реакцию мозга на тот или иной стимул, выражающуюся в мимолётном изменении электрической активности. Значительное число свидетельств, полученных с помощью этой методики при анализе аутистов, говорит об изменениях активности, связанной с вниманием, ориентацией на звуковые и визуальные стимулы, обнаружением новых объектов, обработкой языковых данных и визуальной обработкой лиц, удержанием информации. В некоторых исследованиях обнаружено предпочтение не-социальным стимулам. По данным магнитоэнцефалографии, у детей-аутистов замедлены реакции мозга при обработке звуковых сигналов.

### Нейропсихология
Когнитивные теории, пытающиеся связать работу мозга аутистов с их поведением, можно подразделить на две категории.
В первой категории упор делается на дефицит социального познания. В частности, сторонники теории эмпатии-систематизации видят в аутизме склонность к гиперсистематизации, при которой человек способен создавать свои правила мысленного обращения с зависимыми от него событиями, но проигрывает в эмпатии, требующей умения обращаться с теми событиями, которые вызваны другими действующими лицами. Развитием этого подхода является «теория сверхмаскулинного мозга», авторы которой предполагают, что психометрически мозг мужчины более способен к систематизации, а мозг женщины — к эмпатии, и аутизм представляет собой крайний вариант «мужского» развития мозга; это спорный вывод, ведь многие данные противоречат идее о том, что младенцы-мальчики в своих реакциях на людей и предметы отличаются от девочек. Эти теории, в свою очередь, связаны с появившимся раньше подходом, использующим понятие «theory of mind» (ToM) и предполагающим, что аутистическое поведение свидетельствует о неспособности приписывать ментальные состояния себе и другим. В поддержку ToM-гипотезы говорят отклонения в результатах теста Салли-Анн, измеряющего способность оценивать мотивацию другого человека, к тому же она хорошо сочетается с «зеркально-нейронной» теорией.
Теории, отнесенные к другой категории, на первый план выдвигают обработку мозгом общей, несоциальной информации. Взгляд на аутизм как дисфункцию исполнительной системы предполагает, что отчасти поведение аутиста вызвано дефицитами рабочей памяти, планирования, сдерживания и других исполнительных функций. При тестировании базовых исполнительных процессов, в частности, с отслеживанием движений глаз, заметны улучшения показателей в период с позднего детского по юношеский возраст, однако результаты не достигают типичных взрослых значений. Сильная сторона этой теории — предсказание стереотипного поведения и узких интересов аутиста; два слабых пункта — трудность измерения исполнительных функций, а также то, что при их измерении у аутистичных детей раннего возраста дефицитов не было обнаружено. Теория слабой центральной связи предполагает, что в основе аутизма лежит ослабленная способность к целостному восприятию. В плюсы этого взгляда можно записать объяснение особых талантов и пиков трудоспособности аутистов. Связанный подход — теория усиленного перцептивного функционирования — переносит внимание на то, что в действиях аутистов преобладает ориентация на локальные аспекты, на непосредственное восприятие. Эти теории хорошо согласуются с предположениями о недостатке связности в нейросетях мозга.
Обе категории по отдельности слабы: теории, основанные на социальном познании, не объясняют причин фиксированного, повторяющегося поведения, а теории общего плана не позволяют понять социальных и коммуникативных затруднений аутистов. Возможно, будущее за комбинированной теорией, способной интегрировать данные о многочисленных отклонениях.

## Выявление
Группа исследователей из Мельбурнского университета разработала в 2012 году генетический тест, который позволяет прогнозировать развитие у ребенка расстройства аутического спектра с точностью не менее 70%. Такая диагностика позволяет выявить вероятный аутизм задолго до проявления симптомов, что позволяет вмешаться в развитие болезни сразу после его рождения и даёт возможность помочь ребенку адаптироваться к жизни в обществе на самых ранних стадиях.
В случае с расстройствами аутистического спектра примерно половина родителей замечают необычное поведение ребёнка по достижении 18 месяцев, а к 24 месяцам на отклонения обращают внимание уже 80 % родителей. Поскольку задержка лечения может повлиять на долгосрочный результат, ребёнка следует незамедлительно показать специалисту при наличии любого из следующих признаков:
- К 12 месяцам жизни ребёнок ещё не лепечет.
- К 12 месяцам не жестикулирует (не указывает рукой на предметы, не машет рукой на прощанье и т. п.).
- К 16 месяцам не выговаривает слов.
- К 24 месяцам не произносит спонтанно фразы из двух слов (за исключением эхолалии).
- Если в любом возрасте происходит потеря какой-либо части языковых или социальных навыков.

Американская академия педиатрии рекомендует осуществлять обследование всех детей на расстройства аутистического спектра при консультационных визитах в возрасте 18 и 24 месяцев, используя соответствующие тесты. Напротив, британский скрининговый комитет не рекомендует проводить подобное обследование всех, так как точность методик обследования не получила надёжного подтверждения, к тому же нет достаточных доказательств эффективности предлагаемых мер терапевтического вмешательства.
В число инструментов для обследования входят «Модифицированный список признаков аутизма у малышей» (Modified Checklist for Autism in Toddlers, M-CHAT), «Опросник раннего обнаружения аутистических черт» (Early Screening of Autistic Traits Questionnaire) и «Список первого года» (First Year Inventory). По предварительным данным, полученным при использовании M-CHAT и его ранней версии, CHAT, у детей в возрасте от 18 до 30 месяцев, этот опросник больше подходит для применения в условиях клиники, его отличают низкая чувствительность (повышены ложно-негативные результаты) при хорошей специфичности (мало ложно-положительных результатов). Возможно, для повышения точности следует предварять эти тесты более общим обследованием, определяющим не только расстройства аутистического спектра, а в целом расстройства развития. Поведенческие нормы, например общепринятая длительность зрительного контакта, иногда различаются в обществах с разной культурой, поэтому методики, основанные на нормах одной культуры, порой не годятся для использования в другой стране или местности. Генетическое же обследование на аутизм пока весьма сложно и ненадёжно.

## Диагностика
В основе диагноза лежит анализ поведения, а не причинных факторов или механизмов расстройства. Согласно DSM-IV-TR, при аутизме должно наблюдаться как минимум шесть симптомов из предлагаемого списка, по меньшей мере два из них должны относиться к качественному нарушению социальных взаимодействий, один должен описывать ограниченное и повторяющееся поведение. В списке симптомов — отсутствие социальной или эмоциональной взаимности; стереотипный или повторяющийся характер использования речи или речевая идиосинкразия; постоянный интерес к определённым деталям или предметам. Само расстройство должно отмечаться в возрасте до трёх лет и характеризоваться задержкой развития либо отклонениями в социальных взаимодействиях, использовании речи при общении, либо проблемами участия в символических или требующих воображения играх. Симптомы не должны быть связаны с синдромом Ретта или детским дезинтегративным расстройством. Практически то же диагностическое описание используется и в МКБ-10.
Существует несколько диагностических инструментов. Два из них часто используются при исследованиях аутизма: это пересмотренная версия «Опросника для диагностики аутизма» (ADI-R), представляющая собой слабоструктурированный план интервьюирования родителей, и «Шкала наблюдения для диагностики аутизма» (ADOS), предполагающая наблюдение за ребёнком и взаимодействие с ним. «Оценочная шкала детского аутизма» (CARS) широко применяется в клинических условиях, позволяя установить тяжесть расстройства по результатам наблюдения за ребёнком.
Предварительную консультацию обычно проводит педиатр, записывающий историю развития ребёнка и осуществляющий физический осмотр. Затем в случае необходимости привлекается помощь специалиста по расстройствам аутистического спектра. Он ставит диагноз и проводит оценку состояния, когнитивных и коммуникативных способностей, семейных условий ребёнка и других факторов как с помощью наблюдений, так и с использованием стандартных инструментов, учитывая возможное наличие ассоциированных расстройств. Часто для оценки поведения и когнитивных способностей приглашают детского нейропсихолога, он может помочь в диагностике и порекомендовать образовательные методы коррекции. При дифференциальной диагностике на этой стадии может быть выявлена или исключена умственная отсталость, нарушения слуха, а также специфические нарушения речи, например синдром Ландау-Клеффнера.
Часто после обнаружения расстройства аутистического спектра проводится оценка состояния методами клинической генетики, особенно если какие-либо симптомы позволяют предполагать генетическое нарушение. Хотя развитие генных технологий уже позволяет обнаруживать генетические основы расстройства приблизительно в 40 % случаев, согласованные клинические протоколы в США и Британии ограничивают инструментарий медицинского генетика хромосомным анализом высокого разрешения и тестом на хрупкую X-хромосому. Высказано предложение о создании новой модели диагностики, при которой стандартной процедурой будет анализ генотипа на вариации числа копий. По мере разработки новых генетических тестов будут выявляться всё новые этические, юридические и социальные аспекты их применения. При учёте всей сложности генетики аутизма коммерчески доступные тесты могут появиться раньше, чем будет достигнуто полное понимание того, как использовать их результаты. Существующие в настоящий момент метаболические и нейровизуальные методы тестирования иногда дают полезную информацию, но ещё не приняты к стандартному применению.
Расстройства аутистического спектра иногда можно определить у 14-месячного малыша, однако чем ниже возраст, тем менее устойчив такой диагноз. Точность диагноза повышается в первые три года жизни: например, если критериям расстройств аутистического спектра соответствуют два ребёнка, один годовалый, а другой — трёх лет от роду, то через несколько лет первый из них с большей вероятностью уже не будет им соответствовать. Национальный британский план по работе с детским аутизмом (NAPC) рекомендует осуществлять полную диагностику и оценку состояния не позднее чем через 30 недель после появления первых заметных проблем, но на практике реакция здравоохранительной системы на подавляющую часть обращений занимает более длительное время. По данным исследования, проведённого в 2009 году в США, средний возраст постановки формального диагноза «расстройство аутистического спектра» составляет 5,7 лет, что намного выше рекомендованного, и 27 % детей остаются недиагностированными к восьми годам. Хотя симптомы аутизма и расстройств аутистического спектра появляются в раннем детстве, они иногда остаются незамеченными; годы спустя взрослые аутисты могут обращаться к врачам за помощью в диагностике. Цели такого обращения различны — стремление лучше понять себя и объяснить свои особенности друзьям и родственникам, изменить режим работы, получить пособие или льготы, полагающиеся людям с такими расстройствами в некоторых странах.
Гипо- и гипердиагностика случаются редко, и наблюдающийся рост числа диагнозов по большей части, скорее всего, служит свидетельством изменившегося подхода к процессу диагностики. Такие стимулы, как рост популярности лекарственного подхода к терапии и расширение набора льгот, могут склонить медицинские службы в сторону диагноза, что и происходит в некоторых случаях, когда симптомы слишком расплывчаты. Напротив, попытка избежать затрат на скрининг, диагностику, а также трудности с финансированием могут способствовать запоздалой диагностике. Особенно сложно диагностировать аутизм у слабовидящих, отчасти из-за того, что некоторые критерии диагностики связаны со зрением, отчасти ввиду пересечения аутистических симптомов с проявлениями распространённых синдромов слепоты.

## Терапия и обучение

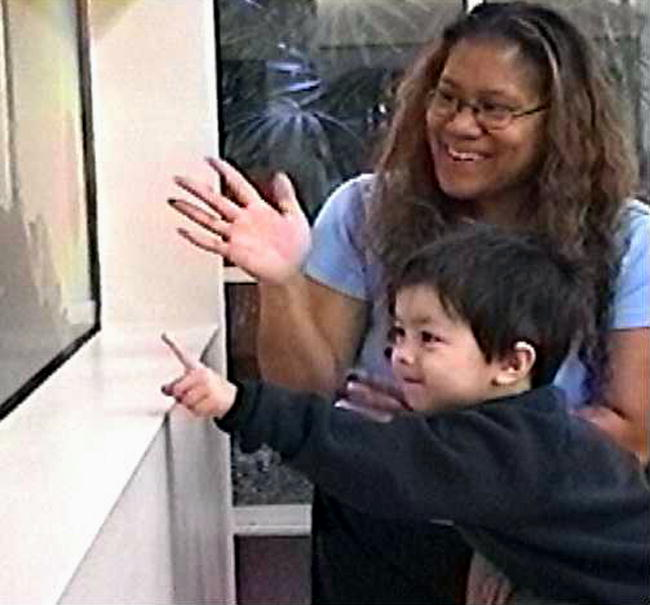
На специальных занятиях для дошкольников в Нейропсихиатрическом Институте Калифорнийского Университета: ребёнок-аутист показывает рукой на аквариумных рыбок. Исследователи пытаются оценить, как сказывается на языковом развитии интенсивное обучение с упором на совместное внимание.

Основные цели терапии — снижение связанных с аутизмом проблем и снижение напряженности семейной обстановки, повышение качества жизни и самостоятельности аутиста.
Не существует единого оптимального метода терапии: она, как правило, подбирается индивидуально. Методологические ошибки, допускаемые при проведении исследований разных терапевтических подходов, не позволяют с уверенностью говорить об успешности того или иного подхода.
Некоторые улучшения отмечаются при использовании весьма различных методик психосоциальной помощи: это говорит лишь о том, что любая помощь лучше её отсутствия. Тем не менее, методология систематических обзоров остаётся на низком уровне, клинические результаты вмешательств в основном расплывчаты и не имеют достаточно данных для их сравнительной эффективности.
Программы интенсивного, длительного специального образования и поведенческой терапии на ранних этапах жизни могут помочь ребёнку в освоении навыков самопомощи, общения, поспособствовать обретению рабочих навыков, часто повышают уровень функционирования, снижают тяжесть симптомов и неадаптивного поведения.
Заявления о том, что помощь особо важна в возрасте около трёх лет, не подтверждены доказательствами. Несмотря на широкое использование безглютеновой диеты в качестве альтернативного лечения для людей, страдающих аутизмом, нет никаких доказательств того, что безглютеновая диета полезна при лечении симптомов аутизма.
Доступные подходы включают прикладной анализ поведения, Денверскую модель раннего вмешательства, использование «моделей развития» (англ. developmental models), структурированное обучение (TEACCH), логопедическую терапию, обучение социальным навыкам, трудотерапию.
В рамках прикладного анализа поведения выделились несколько подходов, ориентированных именно на детей с аутизмом и расстройствами аутистического спектра: обучение методом отдельных попыток (англ. discrete trial training), тренировка ключевого ответа (англ. pivotal response treatment), спонтанное обучение и прикладное речевое поведение (англ. applied verbal behavior). В некоторой степени дети выигрывают от такого образовательного вмешательства: интенсивное использование прикладного поведенческого анализа улучшило общий уровень функционирования детей дошкольного возраста, хорошо зарекомендовало себя как метод повышения интеллектуальных показателей детей раннего возраста.
Нейропсихологические данные часто плохо доводятся до учителей, что создаёт разрыв между рекомендациями и характером преподавания. Неизвестно, приводят ли программы для детей к значительным улучшениям после их взросления, а скупые исследования эффективности взрослых программ, осуществляемых по месту жительства, говорят о противоречивых результатах.
Для контроля аутистических симптомов при неуспехе поведенческого вмешательства, когда проявления расстройства не позволяют ребёнку интегрироваться в школьный коллектив либо семью, прибегают к помощи широкого списка медикаментов. Так, в США более половины детей с расстройствами аутистического спектра получают психотропные или противосудорожные препараты, причём чаще всего прописываются антидепрессанты, психостимуляторы и антипсихотики. За исключением последних, эффективность и безопасность применения различных средств при расстройствах аутистического спектра крайне слабо отражена в качественных научных публикациях. У человека с аутистическим расстройством лекарство может вызвать атипичную реакцию либо неблагоприятные побочные эффекты, при этом ни одно из известных средств не показало способности смягчать ключевые для аутизма коммуникативные и социальные проблемы.
Из-за трудностей в коммуникации дети-аутисты часто неспособны сообщить о побочных эффектах применяемых психотропных средств, а испытываемый ими вследствие этих побочных эффектов дискомфорт может проявляться усилением того самого патологического поведения, на которое направлено лечение. Исследования показали высокий риск развития у детей-аутистов экстрапирамидных побочных действий нейролептиков, в частности поздней дискинезии. Нейролептики нежелательно применять при аутизме, за исключением лишь наиболее тяжёлых случаев неконтролируемого поведения — при выраженной тенденции к самоповреждению и агрессивности, резистентной к другим вмешательствам (в случаях, когда неэффективными оказались поведенческая терапия, коррекция имеющихся неврологических и соматических нарушений, нормотимики и антидепрессанты).
Несмотря на доступность широкого спектра альтернативных подходов и методик, лишь немногие из них стали предметом научного исследования.
Данные о результатах таких подходов редко связаны с показателями качества жизни, и во многих программах используются мерки, не имеющие прогностической валидности и далёкие от действительности.
Организации, предлагающие услуги родителям аутистов, судя по всему, при выборе методик руководствуются в первую очередь не научными данными, а маркетинговыми предложениями авторов программ, доступностью обучения своих сотрудников и запросами родителей. Хотя большинство альтернативных методов, например использование мелатонина, вызывают лишь небольшие побочные эффекты, некоторые из них могут представлять риск для ребёнка. Так, исследование 2008 года показало, что в сравнении со сверстниками мальчики-аутисты, соблюдающие бесказеиновую диету, имеют более тонкие кости.
В 2005 году неадекватно проведенное хелирование убило пятилетнего ребёнка-аутиста.
Кетогенная диета по данным отдельных исследований обладает хорошим терапевтическим потенциалом благодаря своим нейрозащитным и противовоспалительным свойствам. Диета может быть использована при гипометаболизме глюкозы мозга. На 2018 год количество и качество исследований было недостаточно, чтобы рекомендовать диету всем больным.
Затраты на терапию аутизма велики; косвенные потери ещё выше. Согласно исследованию, проведенному в США, в среднем затраты на человека с аутизмом, родившегося в 2000 году, за его жизнь составят 3,2 млн долларов в покупательной способности 2003 года, при этом около 10 % уйдёт на медицинское обслуживание, 30 % на дополнительное образование и уход, а потери экономической производительности обусловят остальные 60 %.
Программы, финансируемые за счет грантов и пожертвований, зачастую не учитывают нужды конкретного ребёнка, и невозмещаемые личные затраты родителей на лекарства и другие средства терапии могут поставить семью в сложное финансовое положение. В исследовании, проведённом в 2008 году в США, было отмечено, что при наличии в семье ребёнка-аутиста средняя потеря годового дохода составляет 14 %, а в ещё одной связанной публикации говорится, что проблема заботы о ребёнке с аутистическим расстройством может сильно сказаться на работе родителя.
По достижении взрослого возраста на первый план выступают вопросы попечения по месту жительства, обретения профессии и поиска работы, сексуальных отношений, использования социальных навыков и имущественного планирования.

## Прогноз
Вылечить аутизм известными на сегодня методами нельзя. В то же время иногда в детском возрасте происходит ремиссия, приводящая к снятию диагноза расстройства аутистического спектра; порой это случается после интенсивной терапии, но не всегда. По некоторым данным приём пациентом фолиновой кислоты также может приводить к поведенческому улучшению. Точный процент выздоровлений неизвестен; в неотобранных выборках детей с расстройствами аутистического спектра отмечаются показатели от 3 % до 25 %. Большинству детей с аутизмом недостает социальной поддержки, устойчивых отношений с другими людьми, карьерных перспектив, чувства самоопределения. Хотя основные проблемы остаются, симптомы часто сглаживаются с возрастом.
Число качественных исследований, посвящённых долгосрочному прогнозу, невелико. У некоторых повзрослевших аутистов наблюдаются умеренные улучшения в коммуникативной сфере, однако у изрядного числа эти навыки ухудшаются; нет ни одного исследования, анализирующего состояние аутистов старше среднего возраста.
Развитие языковых навыков до шести лет, уровень IQ выше 50 единиц и наличие востребованной профессии или умения являются признаками, предсказывающими лучшие показатели в будущем; у человека с тяжелым аутизмом шансы достичь независимости низки. Согласно британскому исследованию 2004 года, в группе 68 аутистов, получивших диагноз в детском возрасте до 1980 года при уровне IQ выше 50, лишь 12 % достигли высокого уровня независимости по достижении взрослого возраста, 10 % имели несколько друзей и были заняты большую часть времени, но требовали некоторой поддержки, 19 % имели некоторую степень независимости, но, как правило, оставались дома и нуждались в значительной поддержке и повседневном наблюдении, 46 % нуждались в попечении специалиста по аутистическим расстройствам, усиленной поддержке и были лишь немного автономны, а 12 % требовался высокоорганизованный больничный уход. По шведским данным 2005 года, в группе 78 взрослых аутистов, подобранных без отсечения по уровню IQ, результаты оказались хуже: например, только 4 % жили независимой жизнью. В канадской публикации по результатам анализа состояния 48 молодых людей с расстройствами аутистического спектра, диагностированных в дошкольном возрасте, выделены подгруппы с плохим (46 %), умеренным (32 %), хорошим (17 %) и очень хорошим (4 %) уровнем функционирования; 56 % из них хотя бы раз в жизни имели работу, в основном добровольческую, адаптированную или с неполным днём.
Изменения, произошедшие в диагностической практике, а также возросшая доступность эффективных методов раннего вмешательства ставят под вопрос применимость вышеперечисленных данных к детям, диагностируемым в настоящее время.

## Эпидемиология

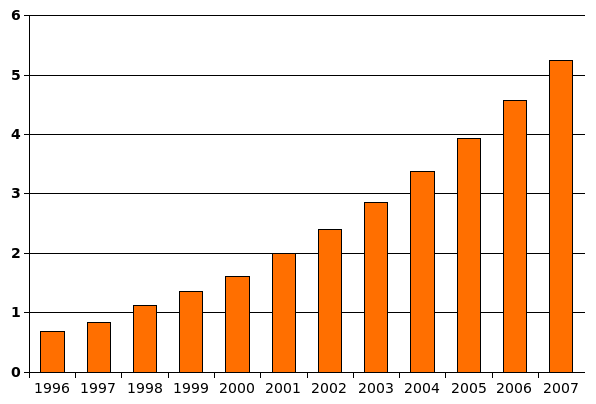
Число диагнозов «аутизм», поставленных детям в возрасте 6—17 лет в США на 1000 человек. Регистрация случаев аутизма значительно участилась в США с 1996 по 2007 гг. Неизвестно, в какой мере такой скачок может быть обусловлен ростом распространённости.

Большинство недавних обзоров сходятся на том, что уровень болезненности составляет 1—2 человека на 1000 для аутизма и около 6 человек на 1000 для расстройств аутистического спектра, хотя из-за недостаточности данных в последнем случае реальное количество может быть выше. Неуточнённое глубокое нарушение развития отмечается у 3,7 человек из 1000, синдром Аспергера — приблизительно у 0,6, детское дезинтегративное расстройство — у 0,02 на 1000. В 1990-х и начале 2000-х количество сообщений о новых случаях аутизма значительно возросло. В 2011—2012 годах расстройства аутистического спектра имелись у каждого 50-го школьника в США и у каждого 38-го школьника в Южной Корее. Этот рост во многом обусловлен изменениями в диагностических процедурах, правилах выдачи направлений, доступности соответствующих служб, возрасте диагностики и в уровне осведомлённости населения о проблеме аутизма, хотя нельзя исключать появления неких дополнительных факторов внешней среды. Имеющиеся свидетельства не исключают роста реальной распространённости расстройства; в таком случае следовало бы уделять больше внимания изменяющимся внешним факторам, не зацикливаясь на генетических механизмах.
Расстройства аутистического спектра встречаются чаще у мальчиков, чем у девочек. Число новых случаев составляет 4,3:1 в пользу мужского пола, причём оно значительно колеблется при учёте когнитивных показателей: так, по приблизительным данным одного исследования, аутизм в сочетании с умственной отсталостью у мальчиков встречается лишь в два раза чаще (2:1), а без умственной отсталости — в пять с половиной раз чаще (5,5:1), чем у девочек. Развитие аутизма ассоциировано также с несколькими пре- и перинатальными факторами риска. В обзоре 2007 года указываются такие факторы, как повышенный возраст матери либо отца, место родов за пределами стран Европы и Северной Америки, низкий вес при рождении, короткая беременность, гипоксия при родах. Большинство профессионалов придерживаются мнения о том, что расовая либо этническая принадлежность и социоэкономические условия не влияют на развитие аутизма.
Обнаружена ассоциация аутизма с несколькими состояниями:
- Генетические заболевания. Приблизительно в 10—15 % случаев можно обнаружить состояние, связанное с одним геном и подверженное действию законов Менделя, либо хромосомную аберрацию или же иной генетический синдром.[159] Ряд генетических заболеваний ассоциирован с расстройствами аутистического спектра.[160]

- Умственная отсталость. Доля аутистов, чьи симптомы соответствуют критериям умственной отсталости, составляет, по разным оценкам, от 25 % до 70 %, и такой разброс свидетельствует о трудностях оценки интеллекта при аутизме.[161] Остальные формы расстройств аутистического спектра сопровождаются отсталостью гораздо реже.[162]

- Тревожные расстройства распространены среди детей аутистического спектра, однако неизвестно точно, насколько. В разных исследованиях указываются значения от 11 % до 84 %. При этом проявления, свойственные многим тревожным расстройствам, порой трудно отличить от аутистических симптомов, либо они могут быть более логично объяснены собственно аутистическими нарушениями.[163]

- Эпилепсия, причём риск эпилепсии варьирует в зависимости от возраста, когнитивного уровня и характера речевых нарушений.[164]

- Ряд метаболических заболеваний, таких как фенилкетонурия, ассоциирован с симптомами аутизма.[82]

- Лёгкие физические аномалии встречаются у аутистов значительно чаще, чем в общей популяции.[165]

- Исключаемые обычно диагнозы. Несмотря на то, что DSM-IV не разрешает ставить диагноз аутизма совместно с рядом других состояний, зачастую при аутизме отмечается полный набор критериев СДВГ, синдрома Туретта и других диагнозов из исключаемого списка, и такая коморбидность всё чаще признаётся.[166]

## История
Примеры описаний симптомов аутизма можно обнаружить в исторических источниках задолго до появления самого термина «аутизм». В записях застольных бесед Мартина Лютера содержится упоминание двенадцатилетнего мальчика, возможно, страдавшего тяжёлой формой аутизма. Матезиус, соратник Лютера и автор «Застольных бесед», пишет, что тот счёл ребёнка бездушной массой плоти, одержимой дьяволом, и посоветовал задушить его. В описаниях «дикого мальчика из Аверона» также прослеживаются признаки аутизма. Этот Маугли XVIII века, обитавший во французских лесах и попавший к людям лишь в 1798 году в возрасте примерно 12 лет, поступил под опеку студента-медика Жана Итара, разработавшего специальную программу обучения через имитацию, чтобы привить мальчику социальные навыки и обучить речи.
Термин «Autismus» был придуман швейцарским психиатром Эйгеном Блейлером в 1911 году при описании симптома шизофрении (см. аутизм (симптом)). В основу этого неолатинизма, означающего «ненормальное самолюбование», он положил греческое слово αὐτός — «сам», намереваясь подчеркнуть «аутистический уход пациента в мир собственных фантазий, любое внешнее воздействие на который воспринимается как нестерпимая назойливость.»
Современное значение термин «аутизм» впервые обрёл в 1938 году, когда Ганс Аспергер из Венского университетского госпиталя в своей статье по детской психиатрии на немецком языке «Психически ненормальный ребёнок» (нем. Das psychisch abnormale Kind) использовал термин Блейлера по отношению к детям с расстройством личности (психопатией), сходным с шизофреническим аутизмом, назвав их «аутистичными психопатами» (нем. autistische Psychopathen). А в 1944 году им была написана отдельная статья «Аутистические психопаты в детском возрасте». Аспергер исследовал одно из расстройств аутистического спектра, впоследствии названное синдромом Аспергера, но в силу ряда причин лишь в 1981 году получившее широкое признание в качестве самостоятельного диагноза. Лео Каннер, работавший в Госпитале Джонса Хопкинса, внёс современное значение слова «аутизм» в английский язык. Описывая в 1943 году поразительное сходство черт поведения 11 детей, он употребил словосочетание «ранний детский аутизм». Почти все особенности, подмеченные Каннером в первой статье на эту тему, такие как «аутистическое уединение» и «стремление к постоянству», и в наше время считаются типичными проявлениями аутистического спектра. Неизвестно, знал ли Каннер о более раннем использовании термина Аспергером.
То, что слово «аутизм» было позаимствовано Каннером из терминологии, относившейся к другому расстройству, на долгие десятилетия внесло путаницу в описания, привело к расплывчатому использованию понятий вроде «детская шизофрения». При этом увлечённость психиатрии явлением материнской депривации привела к ложной оценке аутизма как реакции малыша на «мать-холодильник». Начиная с середины 1960-х понимание стабильного пожизненного характера аутизма, демонстрация его отличий от умственной отсталости, шизофрении, других расстройств развития укрепили понимание того, что аутизм представляет собой отдельный синдром. Тогда же была показана польза вовлечения родителей в программы активной терапии.
Ещё в середине 1970-х имелось довольно мало свидетельств генетического происхождения аутизма, однако сейчас роль наследственности в развитии этого расстройства считается одной из самых высоких в ряду других психических нарушений.
Несмотря на значительное влияние, оказанное родительскими организациями и движением за дестигматизацию детей с расстройствами аутистического спектра на общественное восприятие таких расстройств, родители всё ещё попадают в ситуации, когда поведение их аутистичных детей воспринимается негативно, а многие врачи, как первичные, так и специалисты, до сих пор придерживаются некоторых взглядов, основанных на давно устаревших исследованиях. 
Появление Интернета позволило аутистам формировать онлайн-сообщества и находить удалённую работу, избегая тягостной интерпретации невербальных сигналов и эмоциональных взаимодействий.
Социальные и культурные аспекты аутизма также претерпели изменения: в то время как некоторых аутистов объединяет стремление найти метод исцеления, другие заявляют о том, что аутизм — просто один из многих стилей жизни.
В целях привлечения внимания к проблеме аутизма у детей Генеральная Ассамблея ООН учредила Всемирный день распространения информации о проблеме аутизма.

## Лженаучные методики терапии
Альтернативная, интегративная и прочая нетрадиционная медицина предлагают множество лженаучных методик, при этом на их распространенность влияет малая информированность родителей, распространение слухов, навязчивая и недобросовестная реклама.
Среди наиболее известных лженаучных методик необходимо отметить:
- Лоботомия;
- Лечение аутизма пересадкой стволовых клеток;
- Метод Томатиса;
- Биоакустическая коррекция (БАК);
- Транскраниальная микрополяризация головного мозга (ТМГМ)
- Транскраниальная Магнитная Стимуляция (ТМС)

## В культуре
- «Загадочное ночное убийство собаки» — книга Марка Хэддона, повествующая о жизни мальчика-аутиста
- Фильм «Человек дождя» (США, 1988)
- Фильм «Меркурий в опасности» (США, 1998)
- «Другая» — телесериал о ребёнке-аутисте Антаре (2009)
- Фильм «Тэмпл Грандин» (США, 2010)
- Телесериал «Контакт» — Джейк Бом, ребёнок-аутист (США, 2012)
- «Антон тут рядом» — документальный фильм о ребёнке-аутисте (Россия, 2012)
- «Мозг Уго» / «Le cerveau d’Hugo» — фильм Софи Ревиль 2012 года[181]
- Фильм «Расплата» (США, 2016): в главной роли бухгалтер — высокофункциональный аутист
- «Слово на букву А» — сериал о семье с ребёнком-аутистом (Великобритания, 2016)[182]
- «Нетипичный» («Атипичный») — сериал о высокофункциональном подростке-аутисте
- «Хороший доктор» — сериал о талантливом враче, страдающем аутизмом (США, 2017)
- «Ночной портье» (США, 2020)